# 행정소송
행정소송(行政訴訟)이란 행정 관청의 처분에 의해 권리를 침해 받은 자가 그 처분의 취소나 변경을 요구하는 소송이다. 공법상의 권리관계 또는 법적용에 관한 다툼을 해결함을 목적으로 하여 정식의 소송절차에 의하여 행하는 소송을 말한다. 행정소송은 행정청의 행정처분이 취소됨으로 인하여 법률상 직접적이고 구체적인 이익을 가지게 되는 사람만이 제기할 이익이 있다.

## 종류

### 주관적 소송
- 당사자소송: 행정청의 처분등을 원인으로 하는 법률관계에 관한 소송 그 밖에 공법상의 법률관계에 관한 소송으로써 그 법률관계의 한쪽 당사자를 피고로하는 소송.
- 항고소송: 행정청의 처분등이나 부작위에 대하여 제기하는 소송. (취소소송, 무효확인소송, 부작위위법확인소송)

### 객관적 소송
- 기관소송: 국가 또는 공공단체의 기관상호간에 있어서의 권한의 존부 또는 그 행사에 관한 다툼이 있을 때에 이에 대하여 제기하는 소송
- 민중소송: 국가 또는 공공단체의 기관이 법률에 위반되는 행위를 한 때에 직접 자기의 법률상 이익과 관계없이 그 시정을 구하기 위하여 제기하는 소송. (선거소송, 국민투표, 주민투표 무효확인소송, 주민소송)

## 행정소송 한계

### 법적용상 한계
통치행위, 부당한 재량권 행사, 특별권력관계

### 권력분립상 한계
의무이행소송, 예방적 금지소송, 작위의무이행소송

## 행정법상 거부처분
신청에 따른 처분이 이루어지지 아니한 경우, 특별한 사정이 없는 한 신청에 대한 거부처분은 행정절차법상 처분의 사전통지대상이 된다고 할 수 없다.

## 소의 이익
불합격처분 이후에 새로 실시된 의사국가시험에 합격한 경우 불합격처분의 취소를 구할 소의 이익이 없다.

## 판례

### 입증책임
- 민사소송법의 규정이 준용되는 행정소송에 있어서 입증책임은 원칙적으로 민사소송의 일반원칙에 따라 당사자간에 분배되고 항고소송의 경우에는 그 특성에 따라 당해 처분의 적법을 주장하는 피고에게 그 적법사유에 대한 입증책임이 있다 할 것인바 피고가 주장하는 당해 처분의 적법성이 합리적으로 수긍할 수 있는 일응의 입증이 있는 경우에는 그 처분은 정당하다 할 것이며 이와 상반되는 주장과 입증은 그 상대방인 원고에게 그 책임이 돌아간다.[3]

- 행정소송에 있어서 특단의 사정이 있는 경우를 제외하면 당해 행정처분의 적법성에 관하여는 당해 처분청이 이를 주장, 입증하여야 할 것이나 행정소송에 있어서 직권주의가 가미되어 있다고 하여도 여전히 변론주의를 기본 구조로 하는 이상 행정처분의 위법을 들어 그 취소를 청구함에 있어서는 직권조사사상을 제외하고는 그 취소를 구하는 자가 위법사유에 해당하는 구체적인 사실을 먼저 주장하여야 한다.[4]

- 행정권력의 부작위에 대한 헌법소원은 공권력의 주체에게 헌법에서 유래하는 작위의무가 특별히 구체적으로 규정되어 이에 의거하여 기본권의 주체가 행정행위 내지 공권력의 행사를 청구할 수 있음에도 공권력의 주체가 그 의무를 해태하는 경우에 허용된다.[5]

- 행정처분에 대하여 법원에 행정소송을 제기하여 패소판결을 받고 그 판결이 확정된 경우에는 당해 행정처분 자체의 위헌성을 주장하면서 그 취소를 구하는 헌법소원심판의 청구는 원칙적으로 허용되지 않는다.[6]

- 헌법재판소법 제75조 제7항 위헌소원 - 재심은 확정판결에 대한 특별한 불복방법이고, 확정판결에 대한 법적 안정성의 요청은 미확정판결에 대한 그것보다 훨씬 크다고 할 것이므로 재심을 청구할 권리가 헌법 제27조에서 규정한 재판을 받을 권리에 당연히 포함된다고 할 수 없고, 심판대상법조항에 의한 재심청구의 혜택은 일정한 적법요건하에 헌법재판소법 제68조 제2항에 의한 헌법소원을 청구하여 인용된 자에게는 누구에게나 일반적으로 인정되는 것이고, 헌법소원청구의 기회가 규범적으로 균등하게 보장되어 있기 때문에, 심판대상법조항이 헌법재판소법 제68조 제2항에 의한 헌법소원을 청구하여 인용결정을 받지 않은 사람에게는 재심의 기회를 부여하지 않는다고 하여 청구인의 재판청구권이나 평등권, 재산권과 행복추구권을 침해하였다고는 볼 수 없다.[7]

- 행정소송은 구체적인 사건에 대한 법률상 분쟁을 법에 의하여 해결함으로써 법적 안정성을 기하자는 것이므로 사건에 대한 법률상 분쟁을 법에 의하여 해결함으로써 법적 안정성을 기하자는 것이므로 부작위위법확인소송의 대상이 될 수 있는 것은 구체적 권리의무에 관한 분쟁이어야 하고 추상적인 법령에 관하여 제정의 여부 등은 그 자체로서 국민의 구체적인 권리의무에 직접적인 변동을 초래하는 것이 아이어서 행정소송의 대상이 될 수 없다.[8]
- 행정처분의 근거 법률에 의하여 보호되고 직접적이고 구체적인 이익이 있는 경우에는 행정소송법 제35조에 규정된 '무효확인을 구할 법률상 이익'이 있다고 보아야 하고, 이와 별도로 이행소송 등과 같은 직접적인 구제수단이 있는지 여부를 따질 필요가 없다[9]
- 국가나 지방자치단체에 근무하는 청원경찰은 국가공무원법이나 지방공무원법상의 공무원은 아니지만, 다른 청원경찰과는 달리 그 근무관계를 사법상의 고용계약관계로 보기는 어려워 그에 대한 징계처분의 시정을 구하는 소는 행정소송의 대상이다[10]

## 참고 문헌
- 김철용, 행정법 2(김철용)(제5판), 박영사. (ISBN 9788910513230)